# Zona liberada

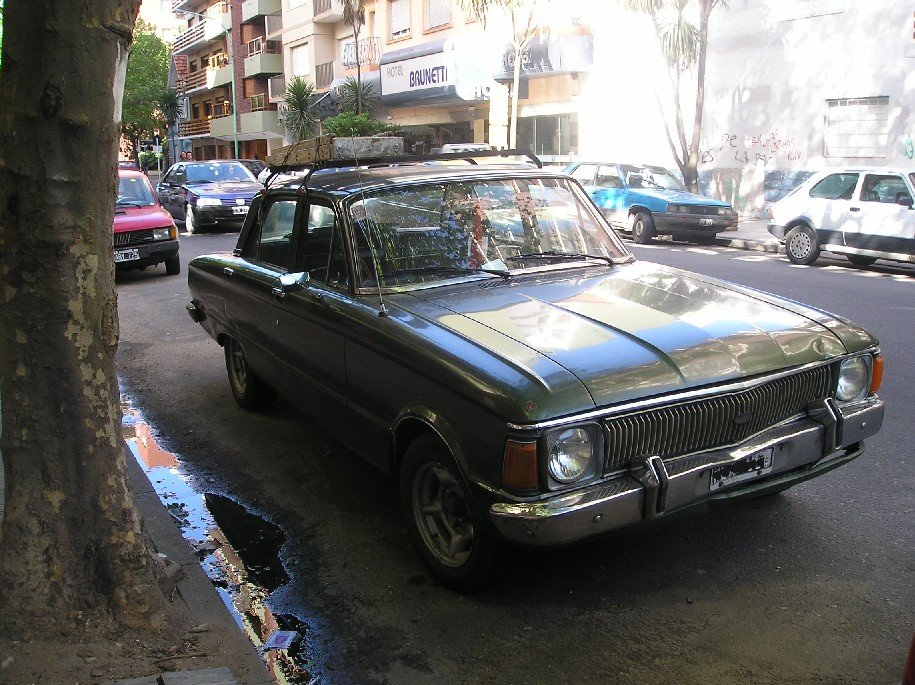
El «Falcon verde», uno de los vehículos usados más habitualmente en los secuestros, se convirtió en un símbolo de los Grupos de Tareas.

Zona liberada, Luz verde o Área liberada era el permiso que tenían las grupos de tareas o «patotas» para llevar a cabo sus operativos de secuestro de personas en el terrorismo de Estado, durante el autodenominado Proceso de Reorganización Nacional en Argentina. De esta manera, si algún familiar, vecino o encargado del edificio se ponía en contacto con la seccional de policía más próxima o con el comando radioeléctrico pidiendo su intervención, se le informaba que estaban al tanto del mismo pero que no podían actuar.
Para trasponer una jurisdicción policial o militar, las fuerzas operantes debían pedir la «luz verde», lo cual hacían mediante el uso del radiotransmisor, o bien estacionando unos minutos frente a la respectiva comisaría o, incluso, al propio Departamento Central.

A las 2 de la madrugada del 11 de agosto de 1976, penetraron en el edificio y derribaron la puerta del departamento de mi hija y se introdujeron en éste. Otros hombres se quedaron vigilando el departamento. Este episodio fue presenciado desde el departamento de enfrente por el capitán de navío Guillermo Andrew, quien merced a un llamado telefónico logró que llegaran al lugar dos camiones del Ejército. Los dos grupos se trabaron en un intenso tiroteo (aún hoy pueden apreciarse los impactos en el frente). El tiroteo se detuvo cuando las fuerzas recién llegadas y a las órdenes del capitán ya citado pudieron oír a los victimarios gritar: «Tenemos zona liberada», acorde a esto, se retiraron las fuerzas, dejando actuar a los victimarios, quienes después de destruir y robar, se llevaron a Selma y a una amiga, Inés Nocetti, ambas desaparecidas al día de la fecha...
Adolfo T. Ocampo (legajo Conadep nº 1104), acerca del secuestro de su hija Selma Julia Ocampo